# 辛克莱石油公司
辛克莱石油公司（英语：Sinclair Oil Corporation）是一家美国石油公司，由Harry F. Sinclair于1916年5月1日建立，由11家小型石油公司的资产合并而成。该公司的标志是一只大型绿色雷龙；来自于当时普遍的想法是地底下的石油沉积物来自恐龙的尸体。它曾是美国第94大私营公司。它拥有并经营炼油厂、加油站、酒店、滑雪胜地和养牛场。2022年成为HF辛克莱公司的子公司。

## 历史
辛克莱长期以来以其恐龙标志和吉祥物“雷龙”闻名。
1919年9月，Harry Sinclair将辛克莱石油精炼公司、辛克莱海湾公司和其他26个相关实体重组为辛克莱联合石油公司。1932年更名为联合石油公司。1943年，更名为辛克莱石油公司。

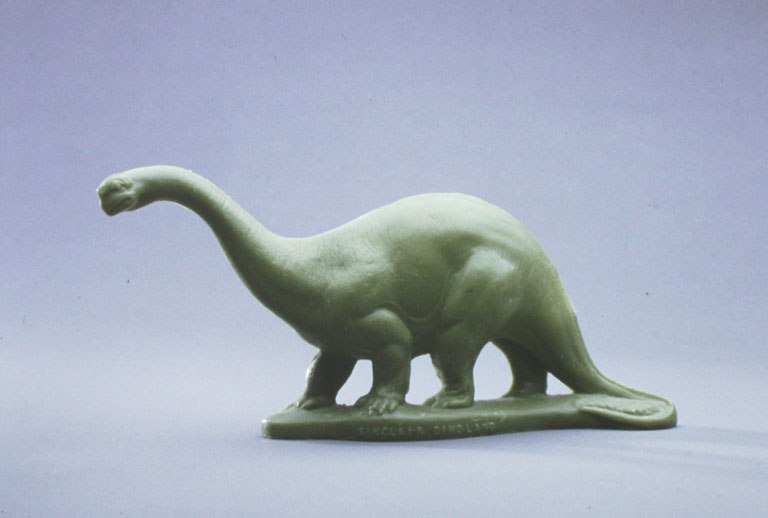
“辛克莱恐龙”，塑料雷龙，1964年，收藏于印第安纳波利斯儿童博物馆

1921年至1922年间，辛克莱未经竞标获得了怀俄明州茶壶山的石油生产权。这导致了茶壶山丑闻。

### HF辛克莱公司
2022年3月，HollyFrontier完成对辛克莱公司收购，新公司更名为HF辛克莱公司在纽约证券交易所上市，股票代码为DINO。

## 流行文化
“辛克莱恐龙”气球于1963年首次出现在梅西感恩节大游行中，在缺席近40年后于2015年重返游行。